# Tau Piscis Austrini
Tau Piscis Austrini (15 Piscis Austrini) é uma estrela na direção da constelação de Piscis Austrinus. Possui uma ascensão reta de 22h 10m 08.48s e uma declinação de −32° 32′ 54.4″. Sua magnitude aparente é igual a 4.94. Considerando sua distância de 61 anos-luz em relação à Terra, sua magnitude absoluta é igual a 3.58. Pertence à classe espectral F6V.